# Late Goodbye
Late Goodbye er titlen på det finske rockband Poets of the Falls første single, der udkom den 30. juni 2003, og som blev anvendt i computerspillet Max Payne 2 - The fall of Max Payne som titelmelodi. Den blev udgivet på Poets of the Falls debutalbum, Signs of Life fra 2005.
Teksten er baseret på et digt, skrevet af Sam Lake, der arbejdede på produktionen af Max Payne 2 – The fall of Max Payne. Digtet er baseret på en af hans drømme og er aldrig blevet offentliggjort, da Sam Lake mente, at forsangeren i Poets of the Fall, Marko Saaresto, havde fået det mest væsentlige med i sangteksten.

## Max Payne 2 – The Fall of Max Payne
Late Goodbye optræder flere gange i computerspillet Max Payne 2 – The Fall of Max Payne.
- Den synges af heltinden, Mona Sax, i brusebadet.
- En af skurkene spiller den på klaveret i en af lejlighederne.
- En anden skurk fløjter den, forudsat man ikke skyder ham inden da.
- En pedel hører den på sin walkman og synger med på nogle linjer i sangen. Samme pedel optræder senere i en af Max Paynes drømme.
- Ved rulleteksterne efter spillets slutning spiller sangen.